# Nederlandse kampioenschappen schaatsen afstanden 2010 - 1500 meter mannen
De 1500 meter mannen op de Nederlandse kampioenschappen schaatsen afstanden 2010 werd gehouden op zondag 1 november 2009. Er waren vijf plaatsen te verdelen voor de Wereldbeker schaatsen 2009/10. Titelverdediger was Sven Kramer die de titel pakte tijdens de Nederlandse kampioenschappen schaatsen afstanden 2009.

## Statistieken

### Uitslag
| #      | Schaatser           | Tijd       |
| ------ | ------------------- | ---------- |
| Goud   | Rhian Ket           | 1.45,89 PR |
| Zilver | Mark Tuitert        | 1.46,19    |
| Brons  | Stefan Groothuis    | 1.46,39    |
| 4      | Remco Olde Heuvel   | 1.46,69    |
| 5      | Erben Wennemars     | 1.46,88    |
| 6      | Kjeld Nuis          | 1.47,08 PR |
| 7      | Jan Blokhuijsen     | 1.47,12    |
| 8      | Simon Kuipers       | 1.47,23    |
| 9      | Koen Verweij        | 1.47,25    |
| 10     | Sven Kramer         | 1.47,36    |
| 11     | Beorn Nijenhuis     | 1.47,86    |
| 12     | Carl Verheijen      | 1.48,10    |
| 13     | Pim Schipper        | 1.48,16    |
| 14     | Ben Jongejan        | 1.48,44    |
| 15     | Renz Rotteveel      | 1.48,46 PR |
| 16     | Tim Roelofsen       | 1.48,65    |
| 17     | Ted-Jan Bloemen     | 1.49,22    |
| 18     | Pim Cazemier        | 1.49,47    |
| 19     | Robbert de Rijk     | 1.49,59    |
| 20     | Tim Salomons        | 1.49,67    |
| 21     | Sjoerd de Vries     | 1.50,03    |
| 22     | Jacques de Koning   | 1.50,71    |
| 23     | Michel Mulder       | 1.51,33    |
| 24     | Rigard van Klooster | 1.51,73    |
| 25     | Berden de Vries     | 1.52,44    |
| 26     | Lars Elgersma       | 1.52,88    |

### Loting
| Rit | Binnenbaan          | Buitenbaan        |
| --- | ------------------- | ----------------- |
| 1   | Rigard van Klooster | Jacques de Koning |
| 2   | Berden de Vries     | Michel Mulder     |
| 3   | Tim Salomons        | Robbert de Rijk   |
| 4   | Pim Schipper        | Kjeld Nuis        |
| 5   | Pim Cazemier        | Ted-Jan Bloemen   |
| 6   | Ben Jongejan        | Beorn Nijenhuis   |
| 7   | Lars Elgersma       | Remco Olde Heuvel |
| 8   | Jan Blokhuijsen     | Renz Rotteveel    |
| 9   | Tim Roelofsen       | Koen Verweij      |
| 10  | Mark Tuitert        | Rhian Ket         |
| 11  | Carl Verheijen      | Simon Kuipers     |
| 12  | Erben Wennemars     | Stefan Groothuis  |
| 13  | Sven Kramer         | Sjoerd de Vries   |

1987 · 
1988 · 
1989 · 
1990 · 
1991 · 
1992 · 
1993 · 
1994 · 
1995 · 
1996 · 
1997 · 
1998 · 
1999 · 
2000 · 
2001 · 
2002 · 
2003 · 
2004 · 
2005 · 
2006 · 
2007 · 
2008 · 
2009 · 
2010 · 
2011 · 
2012 · 
2013 · 
2014 · 
2015 · 
2016 · 
2017 · 
2018 · 
2019 · 
2020 · 
2021 · 
2022 · 
2023 · 
2024 · 
2025